# Ткачёв, Тихон Яковлевич
Тихон Яковлевич Ткачёв (1885 — 1970) — русский и советский санитарный врач, учёный в области социальной гигиены, педагог, организатор здравоохранения. Профессор (1924), доктор медицинских наук (1935). Также писатель-мемуарист, поэт, художник, общественный деятель.

## Биография
Родился 14 (26 августа) 1885 года в слободе Алексеевка  (ныне город Алексеевка, Белгородская область).
Выходец из религиозной крестьянской семьи, в юности готовился стать священнослужителем: окончил церковно-приходскую школу, затем духовное училище в городе Бирюч, поступил в Воронежскую духовную семинарию, которую окончил с отличием («по первому разряду») в 1907 году. Получил направление в духовную академию, но предпочёл поступить на медицинский факультет Харьковского университета, который окончил в 1912 году.
Один из пионеров организации санитарного дела в Воронежской губернии. Ещё во время обучения, в 1910 году принимал участие в борьбе с эпидемией холеры в Воронежской губернии. В 1912 — 1914 годах работал земским санитарным врачом в Бирюченском уезде Воронежской губернии. В 1914 — 1917 годах в русской армии, должности от младшего врача полка до старшего врача бригады.
В 1917 — 1918 годах санитарный врач, в 1918 году — комиссар комиссар городских и земских дел в Бирюченском уезде Воронежской губернии. В 1919 — 1920 годах врач военного госпиталя РККА. В 1921 — 1923 годах председатель Бирюченского отдела союза «Медсантруд». В 1923 — 1930 годах работал заместителем заведующего отдела здравоохранения Воронежской губернии (с 1928 года — Воронежского округа). В 1930 — 1931 годах заведовал санитарно-профилактическим отделом отдела здравоохранения ЦЧО.
В 1923 — 1938 годах заведовал кафедрой социальной гигиены медицинского факультета ВГУ, с 1930 года выделенного в Воронежский медицинский институт. В 1924 году получил звание профессора. В 1927 году читал курс истории медицины. В 1929—1930 годах по совместительству заведовал кафедрой гигиены. В 1931 году инициировал создание санитарного факультета и стал его деканом. В 1932 году организовал и до февраля 1939 года возглавлял Институт социалистического здравоохранения и гигиены Центрально-Чернозёмной области, ставший учебной базой кафедры социальной гигиены и центром разработки учебно-методических пособий. Доктор медицинских наук с 1935 года. Член ВКП(б) с 1938 года. Депутат ВС СССР 1-го созыва.
С февраля или марта 1939 года по 1940 год работал в НКЗ СССР главным государственным санитарным инспектором и заместителем наркома здравоохранения СССР. Принимал участие в создании Санитарного кодекса СССР, подготовке положений о санитарно-эпидемиологических станциях разных уровней и разработке структуры санитарной службы. Одновременно заведовал кафедрой социальной гигиены ЦИУВ до временного закрытия института в 1941 году.
С 1941 по 1963 год заведовал кафедрой организации здравоохранения Воронежского государственного медицинского института. Во время Великой Отечественной войны, не прекращая преподавания, оказывал помощь в организации эвакогоспиталей Воронежа и Ульяновска (в период работы Воронежского мединститута в эвакуации), работал их консультантом.
Активно занимался общественной деятельностью, участвовал в Пироговских съездах. Организатор и многолетний руководитель Воронежского историко-медицинского научного общества.
С 1963 года на пенсии. Умер после продолжительной тяжёлой болезни 3 июля 1970 года. Похоронен в Воронеже на Коминтерновское кладбище.

## Семья
Женился во время учёбы в университете на Марии Дмитриевне (1886—1974), выпускнице фельдшерско-акушерской школы. К 1914 году у них родились три сына.

## Научное наследие
Автор более 150 научных работ, в том числе 13 монографий, среди которых один из первых советских учебников по социальной гигиене, опубликованный в 1924 году. Основные темы: социальная гигиена, организация здравоохранения, история медицины, санитарная статистика, сельское здравоохранение. Научный руководитель 4 докторских и 9 кандидатских диссертаций. В 1939 — 1947 годах входил в редколлегию журнала «Гигиена и санитария», до 1940 года был его ответственным редактором.

## Творческое наследие
Тихон Яковлевич Ткачёв известен не только как медик, но и как литератор и художник. В юности руководил студенческим литературным кружком. Был членом СП СССР (билет подписан А. Н. Толстым). Во время заседаний Союза делал оригинальные портретные зарисовки (А. Н. Толстого, В. Ф. Пановой и многих других писателей). Авторскими рисунками снабжены главы его труда «Очерки по истории медицины» (по состоянию на 2016 год не изданного). Оставил мемуарные записи, опубликованные под редакцией его внука Игоря Викторовича Ткачёва в книгах «Мир и войны» и «В начале века: воспоминания об Алексеевке».

## Награды
- орден Святого Станислава III степени с мечами «за добросовестную и самоотверженную службу во фронтовых лазаретах» во время Первой мировой войны[17][15].
- два ордена Ленина (1945, 1953)[18].
- медали [13].

## Память
- 20 июня 2019 года в Воронеже открыта мемориальная доска на доме, в котором Ткачёв жил с 1947 по 1970 год.
- Улица Ткачёва в его родном городе Алексеевка[15].